# Épineux-le-Seguin
Épineux-le-Seguin är en kommun i departementet Mayenne i regionen Pays de la Loire i nordvästra Frankrike. Kommunen ligger i kantonen Meslay-du-Maine som tillhör arrondissementet Laval. År 2018 hade Épineux-le-Seguin 255 invånare.

## Befolkningsutveckling
Antalet invånare i kommunen Épineux-le-Seguin
| Referens: INSEE |